# Joseph Neugum
Joseph Neugum (* 1875 in Schönfeld bei Cherson, Russisches Kaiserreich; † 9. Oktober 1955 in Talghar, Kasachische SSR, Sowjetunion) war ein russlanddeutscher römisch-katholischer Geistlicher und Märtyrer.

## Leben
Joseph (auch: Josef) Neugum wuchs im Bistum Tiraspol auf. Er studierte Theologie am Priesterseminar Saratow und wurde am 8. September 1897 zum Priester geweiht. Die Stationen seines Wirkens waren: 1898 Vikar in Kostheim (Molotschna), 1901 in Soloturn, 1903 Pfarrer in Odessa, dann nach Studium in Sankt Petersburg Professor und Rektor des Priesterseminars Saratow, 1924 Kanonikus in Elsass (Kutschurgan), 1929 Dekan der St. Clemens-Kirche in Odessa. Im August 1931 wurde er verhaftet, entging aber wegen seiner Körperbehinderung der Verbannung. Am 16. November 1935 wurde er zusammen mit Joseph Kruschinsky, Raphael Loran, Alexander Staub und Jakob Warth erneut verhaftet, zu Verbannung verurteilt und nach Südkasachstan deportiert. Dort starb er 1955.

## Gedenken
Die Römisch-katholische Kirche in Deutschland nahm Dekan Josef Neugum als Märtyrer in das deutsche Martyrologium des 20. Jahrhunderts auf.